# Ein offener Käfig
Ein offener Käfig (Arbeitstitel: Der offene Käfig) ist ein Psychodrama des Regisseurs Johannes Grieser aus dem Jahr 2014. In den Hauptrollen verkörpern Oliver Mommsen und Martin Feifel die beiden Brüder Robert und Georg. Letzterer ist straffällig geworden und Robert überlegt, ob er seinen Bruder nach verbüßter Haftstrafe bei sich aufnehmen soll.

## Handlung
Georg hat sich einiges zuschulden kommen lassen: Er hat drei junge Frauen vergewaltigt und gilt somit als Sexualstraftäter. Nach verbüßter Haft sucht er eine Unterkunft bei seinem Bruder Robert, der als Inhaber des Autohauses, das er von seinem Vater übernommen hat, ein angesehener und beliebter Mitbürger in einer badischen Kleinstadt ist. 
Zunächst steht Robert dem Gedanken, seinen straffällig gewordenen Bruder bei sich aufzunehmen, eher ablehnend gegenüber. Gedanken kreisen in seinem Kopf, was mit seinem Bruder wohl geschehen sein mag, ob er ihm jemals wieder über den Weg trauen kann und ob er überhaupt wieder irgendwann in die soziale Gesellschaft integriert werden kann. Eigentlich jedoch, bleibt ihm gar keine Alternative, denn seinen Bruder auf der Straße schlafen zu sehen, ist auch keine Option. Zumal in Georgs polizeilichen Vernehmungen klar wurde, dass er selbst in seiner Kindheit von seinem Vater regelmäßig verprügelt wurde. Als Ausrede für sein eigenes Verhalten lässt Georg jedoch diese Ereignisse in seiner Kindheit selbst nicht gelten, doch für seinen Bruder Robert sind diese Umstände schon Grund genug, die Schuld für Georgs Fehlverhalten nicht nur bei ihm selbst zu suchen.
Georg bezieht also sein Domizil in Roberts Gartenlaube, doch schon bald schlägt Robert der Widerwille der Gemeinschaft entgegen. Da ist zunächst seine Verlobte, deren Tochter in dem Alter ist, in dem auch die jungen Frauen waren, die Georgs Vergewaltigungen zum Opfer fielen. Des Weiteren formiert sich vor Roberts Haus der Widerstand der Nachbarn, die in Sprechchören skandieren, dass sie keinen Frauenvergewaltiger in ihrer Nachbarschaft dulden werden.
In Robert kommen innere Zweifel auf, ob seine Entscheidung, seinen Bruder bei sich aufzunehmen, nicht doch falsch war. Denn immerhin stemmt sich fast die gesamte Gemeinschaft nun gegen ihn selbst und sowieso fühlt er sich jetzt in seinem eigenen Haus nicht mehr sicher.
Doch die Gutmütigkeit gegenüber seinem Bruder überwiegt in Robert. Von Gefühlsschwankungen geprägt und unschlüssig, versucht er einen klaren Gedanken zu fassen. Einerseits ist da sein Bruder, der straffällig geworden ist und junge Frauen vergewaltigt hat, das steht außer Frage. Doch Georg lässt stellenweise durchblicken, dass er selbst Angst vor dem Sexualmonster hat, welches er in sich zu tragen scheint. Soll man ihm deswegen sein ganzes Leben verbauen, ihn quasi aus der Gemeinschaft ausgliedern? 
Robert steht weiterhin zu seinem Bruder, denn außer ihm hat Georg ja niemanden mehr, der ihm sein Vertrauen schenkt.

## Hintergrund
Die Produktion basiert auf einem realen Geschehen: In Heinsberg-Randerath hat eine Mahnwache besorgter Bürger wochenlang ein Haus bewacht, in dem ein mehrfach straffällig gewordener Vergewaltiger bei seinem Bruder und dessen Familie untergekommen war.

## Produktionsnotizen
Oliver Lehmann produzierte das Psychodrama für Maran Film, im Auftrag des SWR und der ARD. Peter Bausch war für das Szenenbild verantwortlich. Die Dreharbeiten begannen am 23. Mai 2013 und endeten am 25. Juni desselben Jahres. Gedreht wurde in Baden-Baden.

## Erscheinungstermin
Ein offener Käfig wurde am 1. Juli 2014 erstmals auf dem Festival des deutschen Films in Ludwigshafen gezeigt. Die Erstausstrahlung im deutschen Fernsehen war am 10. September 2014 in der ARD.

## Kritiken
Volker Bergmeister findet es auf Tittelbach.tv schade, dass: „vieles vorhersehbar ist in diesem gut besetzten Film um Schuld & Sühne, gesellschaftliche Ächtung & zweite Chance“.
Die Berliner Abonnementzeitung Der Tagesspiegel reklamiert, dass in dem Film die heutige Realität teilweise zu kurz komme, bzw. falsch dargestellt werde. Vor dem Hintergrund der Tatsache, dass sich bei dem realen Fall mehrere Reporter vor dem Haus drängten und es in der Folge damit sogar gelungen sei, den realen Täter Karl D. und dessen Bruder mit seiner Familie dazu bewogen haben aus der Gegend zu ziehen, werde im Film in keiner Weise dargestellt. Auch die heute vorstellbaren Reaktionen in sozialen Netzwerken würden in der Produktion komplett außer Acht gelassen.
TV Spielfilm ist der Ansicht, dass es sich bei der Produktion um ein „Lehrstück um tief verwurzelte Ängste [handelt]“. Das Fazit der Programmzeitschrift lautet: „Bedrückendes Sozialmelo, gut gespielt“.
Die Kritik der Süddeutschen Zeitung fällt geradezu vernichtend aus: von fehlgeschlagenem, gebührenfinanzierten Bildungskitsch ist die Rede, und dass „[f]ilmisch […] das alles völlig belanglos, kein Dialog ist überraschend, keine Figur wirklich interessant [ist]“.

## Auszeichnungen
Der Drehbuchautor Holger Joos erhielt für das der Produktion Ein offener Käfig zugrunde liegende Drehbuch den Ludwigshafener Drehbuchpreis.

## Einschaltquote
Mit 3,72 Millionen Zuschauern erreichte das Psychodrama einen Marktanteil von knapp 13 %.